# Andy Stanfield
Andrew "Andy" William Stanfield (Washington D.C., 29 de dezembro de 1927 – Livingston, 15 de junho de 1985) foi um velocista e campeão olímpico norte-americano.
Estudante da Seton Hall University, foi seis vezes campeão da Amateur Athletic Union entre 1949 e 1953, conquistando vitórias nos 100 m, 200 m, 220 jardas e no salto em distância, sendo também um excelente saltador. Em Helsinque 1952 foi campeão olímpico dos 200 m, igualando o recorde olímpico  em 20s7 e conquistou uma segunda medalha de ouro integrando o revezamento 4x100 m com Harrison Dillard, Dean Smith e Lindy Remigino.  Quatro anos depois, em Melbourne 1956, acrescentou mais uma medalha de prata aos seus ouros olímpicos de Helsinque nos 200 m rasos.